# Beals (Maine)
Beals es un pueblo ubicado en el condado de Washington en el estado estadounidense de Maine. En el Censo de 2010 tenía una población de 508 habitantes y una densidad poblacional de 4,06 personas por km².

## Geografía
Beals se encuentra ubicado en las coordenadas 44°26′46″N 67°36′10″O / 44.44611, -67.60278. Según la Oficina del Censo de los Estados Unidos, Beals tiene una superficie total de 125.17 km², de la cual 14.55 km² corresponden a tierra firme y (88.38%) 110.63 km² es agua.

## Demografía
Según el censo de 2010, había 508 personas residiendo en Beals. La densidad de población era de 4,06 hab./km². De los 508 habitantes, Beals estaba compuesto por el 97.83% blancos, el 0.79% eran afroamericanos, el 0.79% eran amerindios, el 0% eran asiáticos, el 0% eran isleños del Pacífico, el 0% eran de otras razas y el 0.59% pertenecían a dos o más razas. Del total de la población el 0% eran hispanos o latinos de cualquier raza.